# Röchelschaltung
Röchelschaltung ist eine Bezeichnung aus der Telekommunikation und bezeichnet den automatischen Aufbau einer Telefonverbindung nach dem Abheben des Handapparates zu einer vorgegebenen Rufnummer. Der Aufbau der Verbindung erfolgt nach einer festgelegten Zeit, so dass auch die Möglichkeit besteht, noch eine andere als die vorgegebene Nummer zu wählen. Die Telefonnummer, zu der die Verbindung hergestellt wird, braucht also nicht mehr gewählt zu werden, sondern ist in der Telefonanlage per Software fest eingestellt worden.
Der Name Röchelschaltung bezieht sich auf die Vorstellung, dass ein schwer kranker oder schwer verletzter Mensch kurz vor der Bewusstlosigkeit röchelnd zum Telefon greift, aber nicht mehr in der Lage ist, eine Rufnummer zu wählen. Entwickelt wurde dieses Leistungsmerkmal von der Firma Standard Elektrik Lorenz (SEL), die lange Zeit der einzige Anbieter von Telefonanlagen mit dieser Technik war. 